# Tshoza Mukuta
Tshoza Mukuta (ur. 24 października 1962 w Lubumbashi) – bokser z Zairu (obecnie Demokratyczna Republika Konga), uczestnik Letnich Igrzysk Olimpijskich 1984. 
Podczas igrzysk w Los Angeles, startował w wadze koguciej. W pierwszej rundzie miał wolny los. W drugiej jego przeciwnikiem był Pedro Décima z Argentyny, z którym Mukuta przegrał jednogłośnie (0–5) i zajął 17. miejsce.